# ANZ Nationaal Stadion
Het ANZ Nationaal Stadion is een multifunctioneel stadion in Suva, een stad in Fiji. Het stadion heette eerder Nationaal Stadion, Post Fijistadion (tot 2013) en TFL Nationaal Stadion. Het maakt deel uit van Laucala Sports City.
Het stadion wordt vooral gebruikt voor voetbal- en rugbywedstrijden. De rugbyclub Suva Highlanders en de voetbalclub Suva F.C. maken gebruik van dit stadion. Ook het nationale voetbalelftal speelt hier zijn thuiswedstrijden. In het stadion is plaats voor 10.000 toeschouwers. Het stadion werd geopend in 1979.